# Fransures
Fransures (picardisch: Franseu) ist eine nordfranzösische Gemeinde mit 127 Einwohnern (Stand 1. Januar 2022) im Département Somme in der Region Hauts-de-France. Die Gemeinde liegt im Arrondissement Montdidier, ist Teil der Communauté de communes Avre Luce Noye und gehört zum Kanton Ailly-sur-Noye.

## Geographie
Die Gemeinde liegt größtenteils westlich der Autoroute A16 an der Départementsstraße D109 an der Grenze zum Département Oise. Im Osten erstreckt sich die Gemeinde bis über die Départementsstraße D1001 (frühere Route nationale 16) hinaus.

## Geschichte
Kirche und Schloss von Fransures wurden im Bauernaufstand der Jacquerie zerstört.

## Einwohner
| 1962 | 1968 | 1975 | 1982 | 1990 | 1999 | 2006 | 2010 |
| ---- | ---- | ---- | ---- | ---- | ---- | ---- | ---- |
| 89   | 81   | 72   | 56   | 84   | 107  | 129  | 141  |

## Verwaltung
Bürgermeister (maire) ist seit 2008 Hubert Caron.